# Sbor dobrovolných hasičů České Budějovice
Sbor dobrovolných hasičů města České Budějovice (SDH České Budějovice) je společenskou organizací, která sdružuje dobrovolné hasiče z Českých Budějovic a blízkého okolí.

## Historie sboru

### Založení
SDH České Budějovice byl založen 15. října roku 1874. Sbor patří mezi tři nejstarší sbory na území okresu a kraje. Velmi důležité bylo pro město roku 1785 získání císařského patentu, který předepisoval prevenci proti požárům.

### Existence

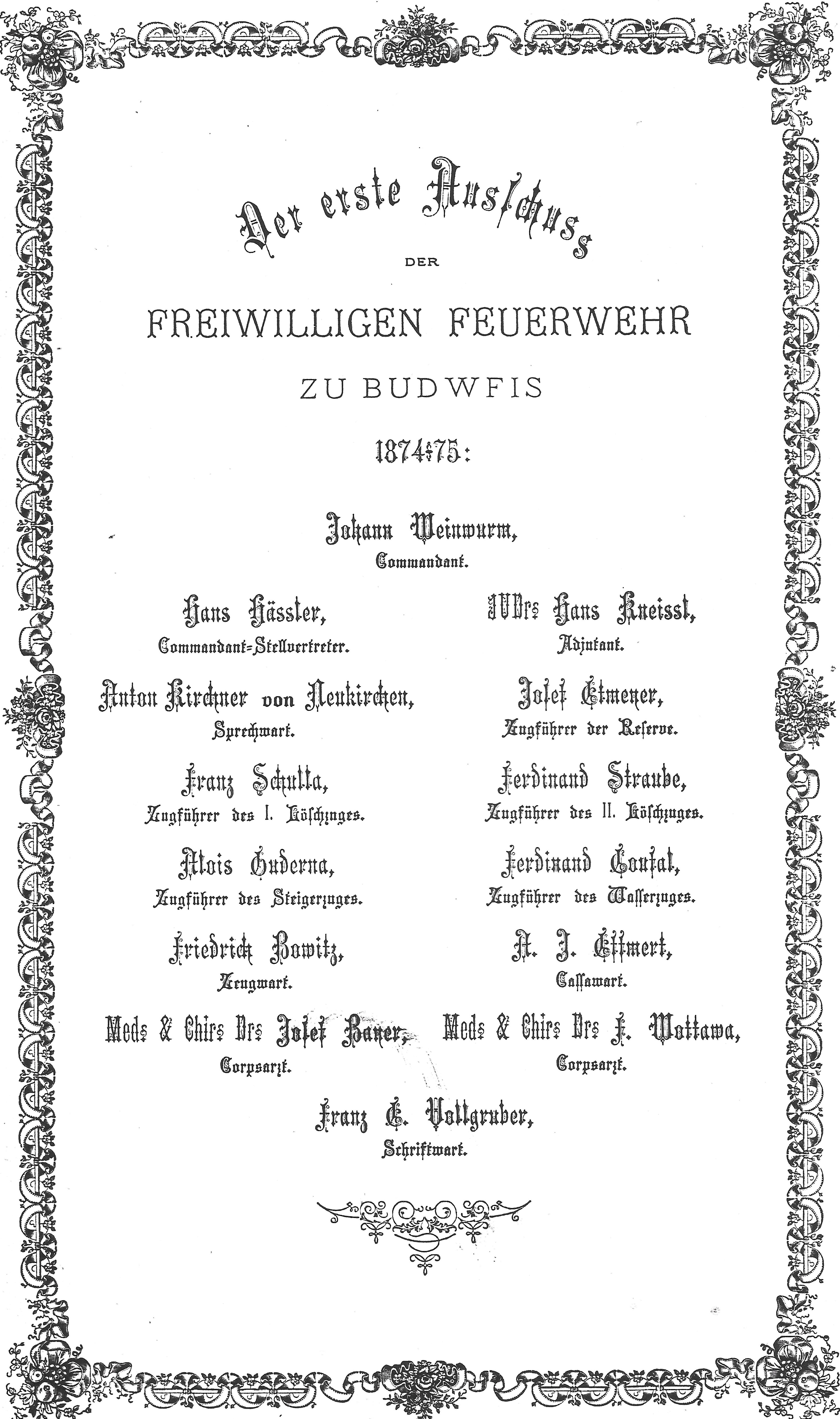
Zakládací listina Sboru dobrovolných hasičů České Budějovice – německá

Během prvního měsíce existence se do sboru přihlásilo nad 100 mužů, ochotni zachraňovat životy, zdraví a majetek občanů. Sbor se velice rychle stal velmi dobrým hasičským sborem, který zasahoval u požárů a efektivně chránil město před tímto živlem. Za léta 1464–1972 bylo zaznamenáno 111 velkých požárů, jedná se o požáry velkých fabrik apod... Během své existence byl sbor velmi často na samém vrcholu slávy, ale někdy se rovněž zdálo, že sbor zcela zanikne.

### Financování v minulosti
Sbor byl v minulosti financován z městské pokladny, ale i z řad občanů, kteří přispívali do sbírek a do pokladny sboru. Z těchto důvodů byla jednotka velice dobře vybavena a připravena pomoci lidem v nouzi.

### Těžké časy
Z důvodů změn režimů či změn ve vedení Českých Budějovic se sbor po nějaké době dostal do fáze, kdy se ocitnul bez příspěvků od města, bez kterých nebylo možno sbor udržet v plnohodnotném chodu, proto sbor na dlouho dobu téměř zaniká. Musel též omezit svou činnost na minimum, přišel o svou výjezdní jednotku a soutěžní družstva v požárním sportu.